# Greencastle, Pennsylvania
Greencastle là một thị trấn thuộc quận Franklin, tiểu bang Pennsylvania, Hoa Kỳ. Năm 2010, dân số của thị trấn này là 3996 người.